# Trimeresurus malcolmi
Espèce
Synonymes
- Trimeresurus sumatranus malcolmi Loveridge, 1938
- Parias malcolmi (Loveridge, 1938)

Trimeresurus malcolmi est une espèce de serpents de la famille des Viperidae.

## Répartition
Cette espèce est endémique de Bornéo. Elle se rencontre dans le Sabah en Malaisie et au Kalimantan en Indonésie.

## Description
C'est un serpent venimeux.

## Étymologie
Cette espèce est nommée en l'honneur de Malcolm Arthur Smith.

## Publication originale
- Loveridge, 1938 : New snakes of the genera Calamaria, Bungarus and Trimeresurus from Mt. Kinabalu, North Borneo. Proceedings of the Biological Society of Washington, vol. 51, p. 43-46 (texte intégral).